# Drobin (plaats)
Drobin is een stad in het Poolse woiwodschap Mazovië, gelegen in de powiat Płocki. De oppervlakte bedraagt 9,64 km², het inwonertal 3016 (2005).